# Guy I de Blois
Guy I de Blois-Châtillon (d. 12 august 1342) a fost conte de Blois și senior de Avesnes din 1307 până la moarte.
Guy era fiul lui Ugo al II-lea de Châtillon cu Beatrice de Dampierre.
În 1310, el s-a căsătorit cu Margareta de Valois, fiică a lui Carol de Valois și soră a regelui Filip al VI-lea al Franței. Ei au avut trei copii:
- Ludovic I de Châtillon (d. 1346)
- Carol (d. 1364), duce de Bretania
- Maria, căsătorită în 1334 cu ducele Rudolf de Lorena (d. 1346), recăsătorită cu contele Frederic al VII-lea de Leiningen-Dagsburg.

Guy a luat parte la expediția întreprinsă de regele Ludovic al X-lea al Franței împotriva unchiului său, Robert al III-lea de Flandra din 1315, ca și la primele faze din Războiul de 100 de Ani.